# 哈羅德伍德車站
哈罗德伍德车站（英语：Harold Wood railway station）是倫敦交通局鐵路大東部主線的一座车站，位于倫敦的黑弗靈區，属于第6收费区。伊利沙伯线已在2018年開始使用本站。

## 歷史
1868年12月1日，本站開通，當時由大東部鐵路管理。1934年，本站增加了2條通過線，避免了特快列車在本站的限速通行問題。

## 列車服務
截至2023年5月，本站於非高峰期每小時的班次如下：
西行
- 2 班車往希斯路機場5號客運大樓
- 6 班車往帕丁頓

東行
- 8 班車往仙菲爾

現時大盎格利亞的列車均通過本站。

## 其他
本站月台原有長度為184米，只可供8節列車停靠。為了確保伊利沙伯線9節編組的列車能夠使用本站，本站月台長度已延長到200米。